# Alcirona krebsii
Alcirona krebsii är en kräftdjursart som beskrevs av Hansen 1890. Alcirona krebsii ingår i släktet Alcirona och familjen Corallanidae.
Artens utbredningsområde är Mexikanska golfen. Inga underarter finns listade i Catalogue of Life.